# (8487) 1989 SQ
1989 أس كيو (ويعرف أيضًا باسم (8487) 1989 أس كيو وفق تسمية الكوكب الصغير) (بالإنجليزية: 1989 SQ)‏ هو كويكب ضمن حزام الكويكبات؛ وترتيبه 8487 من حيث الاكتشاف.
اكتُشف هذا الجُرم الفلكي بواسطة Toshimasa Furuta ‏ في 29 سبتمبر 1989.

## وصلات خارجية
- (8487) 1989 SQ في قاعدة بيانات مختبر الدفع النفاث لأجرام النظام الشمسي الصغيرة

- الاكتشاف · مخطط المدار ·  العناصر المدارية · المعلمات المادية

- (8487) 1989 SQ على موقع ويكي سكاي: DSS2, SDSS, GALEX, IRAS, Hydrogen α, X-Ray, Astrophoto, Sky Map, Articles and images